# Key Largo (film)
Key Largo  este un film noir american din 1948 regizat de John Huston. Rolurile principale au fost interpretate de actorii Humphrey Bogart, Edward G. Robinson și Lauren Bacall; în rolurile secundare cu Lionel Barrymore și Claire Trevor.
Filmul este o adaptare de Richard Brooks și Huston a piesei omonime de teatru din 1939 de Maxwell Anderson, care a fost jucată pe Broadway de 105 ori în 1939 - 1940.
Key Largo a fost al patrulea și ultimul film în care apare perechea de actori căsătoriți Bogart și Bacall, după A avea sau a nu avea (1944), Somnul de veci (1946) și Pasaj întunecat (1947). Edward G. Robinson a fost menționat pe generic al doilea (în spatele lui Bogart) ca gangsterul Johnny Rocco: o sinteză fierbinte și mai veche a numeroase rolurile timpurii ale sale de răufăcători. Personajele sunt prinse în timpul unui uragan într-un hotel deținut de socrul lui Bacall, interpretat de Lionel Barrymore. Claire Trevor a câștigat în 1948 Premiul Oscar pentru cea mai bună actriță în rol secundar pentru rolul jucat în acest film, ca iubita alcoolică a lui Rocco, abuzată fizic.

## Prezentare
Frank McCloud merge într-un hotel aflat pe insula Key Largo, Florida pentru a-i onora memoria unui prieten care a murit cu curaj în unitatea sa în timpul celui de-al doilea război mondial. Văduva prietenului său, Nora Temple, și tatăl ei aflat într-un scaun cu rotile, James Temple conduc hotelul și îl primesc călduros, Cei trei ajung prizonieri în hotel după ce acesta este ocupat de o bandă de gangsteri condusă de Johny Rocco care așteaptă trecerea uraganului. Domnul Temple nu-l poate înfrunta  decât verbal pe Rocco datorită infirmității sale. Deziluzionat de violența războiului, Frank este reticent în a acționa la început împotriva gangsterilor.

## Distribuție
- Humphrey Bogart - Maj. Frank McCloud
- Edward G. Robinson - Johnny Rocco/Howard Brown
- Lauren Bacall - Nora Temple
- Lionel Barrymore - James Temple
- Claire Trevor - Gaye Dawn
- Thomas Gomez - Richard "Curly" Hoff
- Harry Lewis -  Edward "Toots" Bass
- John Rodney - Deputy Sheriff Clyde Sawyer
- Marc Lawrence - Ziggy
- Dan Seymour - Angel Garcia
- Monte Blue - șerif Ben Wade
- William Haade - Ralph Feeney
- Jay Silverheels - John Osceola (nemenționat)
- Rodd Redwing - Tom Osceola (nemenționat)

## Producție
Scenariul a fost adaptat după o piesă omonimă din 1939 a lui Maxwell Anderson. În piesa de teatru, gangsterii sunt bandidos mexicani, războiul în cauză este Războiul Civil Spaniol, iar Frank este un dezertor dezgustător care moare la sfârșit. 

## Primire
A avut încasări de 3.250.000 $ din vânzările din SUA.
Premiile Oscar:
- Claire Trevor a câștigat Premiul Oscar pentru cea mai bună actriță în rol secundar pentru interpretarea rolului Gaye Dawn.

Alte onoruri:
În 2003, Institutul American de Film l-a nominalizat pe Johnny Rocco ca răufăcătorul din acest film în lista AFI's 100 Years...100 Heroes & Villains. În 2008, Institutul American de Film a nominalizat acest film în Top 10 Gangster Films list.